# Рымдюны
Рымдюны (бел. Рымдзюны) — агрогородок в Островецком районе Гродненской области Белоруссии. В составе Гервятского сельсовета.

## Этимология
Название Рымдюн балтско-литовского происхождения, от антропонима (имени) с основой Rimd-, которую содержат в себе современные литовские антропонимы Rimdžiūnas, Rimdžius, Rimdeika. Далее эта основа связана с лит. rimti «успокаиваться», она может присутствовать в двухосновных именах типа Rimvydas, Rimtautas и т.п.

## Описание
Рымдюны расположены на левом берегу реки Ошмянка незадолго до её впадения в реку Лоша. В 26 км к юго-западу расположен город Островец. В 15 км к северо-западу расположена первая Белорусская АЭС. Через Рымдюны проходит местная автодорога Ворняны — Жодишки.

## Инфраструктура
В Рымдюнах с 1996 года работает Литовский центр культуры, образования и информации. На его базе до 2022 года размещались две школы: с белорусским и литовским языками обучения. В Кодекс об образовании Республики Беларусь внесены изменения, некоторые его нормы вступили в силу с 1 сентября 2022 года, другие – в сентябре 2023 года. В связи с этими изменениями, обучение в Рымдюнской средней школе проводится только на белорусском языке. В агрогородке также находится: Рымдюнский сельский клуб-библиотека, детский сад, магазин, отделение белпочты, фельдшерско-акушерский пункт.

## Культура
- Дом культуры
- Музейная комната «Крыніцы памяці» ГУО «Рымдюнская средняя школа»
- Фольклорно-этнографический музей ГУО «Рымдюнская средняя школа с белорусским языком обучения»
- Музей филиала «Рымдюнский сельский клуб-библиотека» ГУ «Островецкий районный Центр культуры и народного творчества». В музее находится уникальный экспонат — рушник, на котором выткан Государственный гимн Республики Беларусь. Таких рушников существует всего два. Один — в музее в Рымдюнах, второй — находится в Минске во Дворце Независимости.

## События и мероприятия
- В 2002 году прошёл фестиваль "Адна зямля"

## Достопримечательности
На правом берегу реки Ошмянка, в 100 метрах от моста, на перекрёстке дорог расположен памятник солдату, погибшему в годы Первой мировой войны.
В 400 метрах на юг от агрогородка находится усадьба постройки конца XIX — начала XX вв.

## Галерея

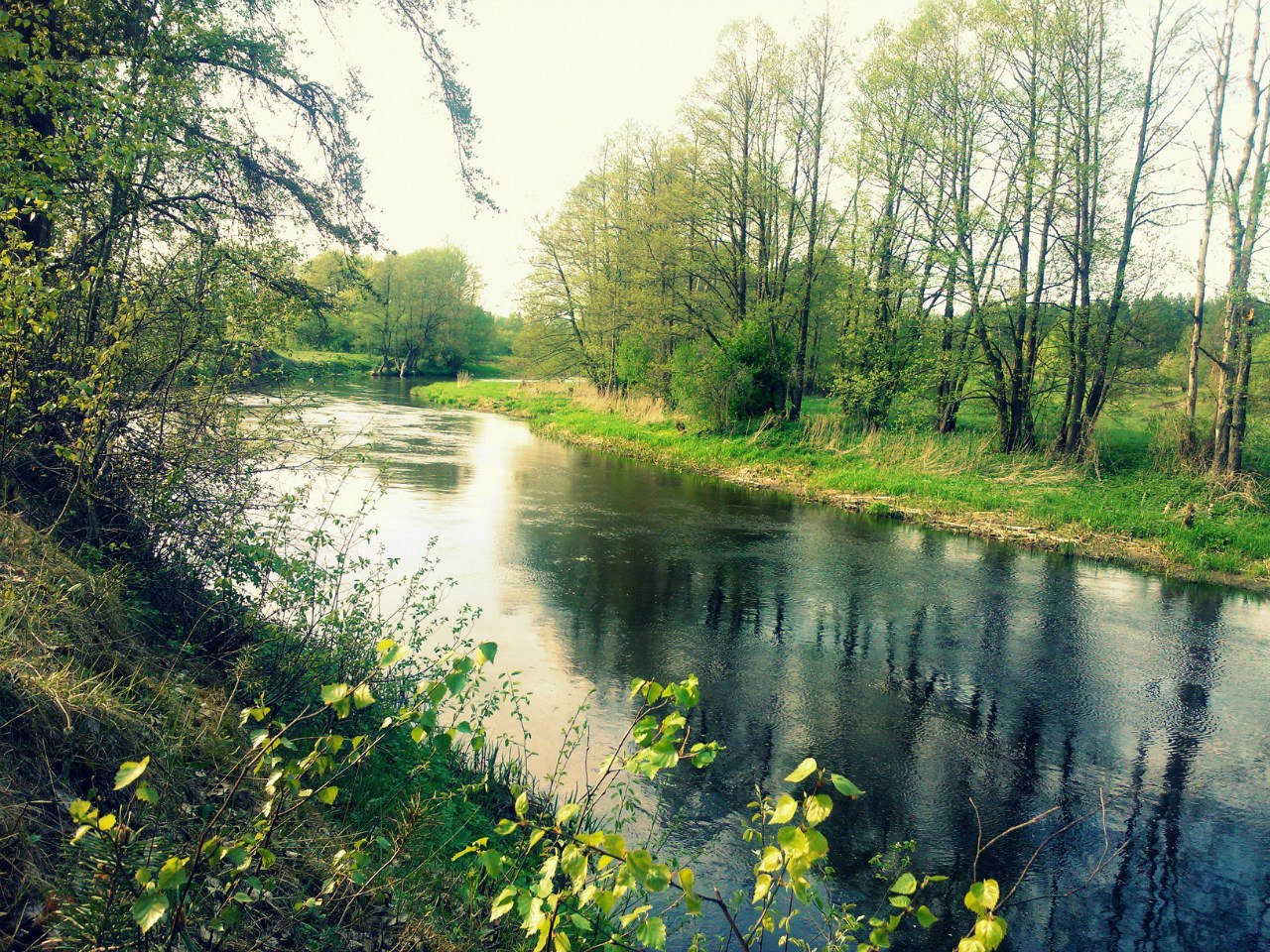
Вид на реку Ошмянка вблизи Рымдюн
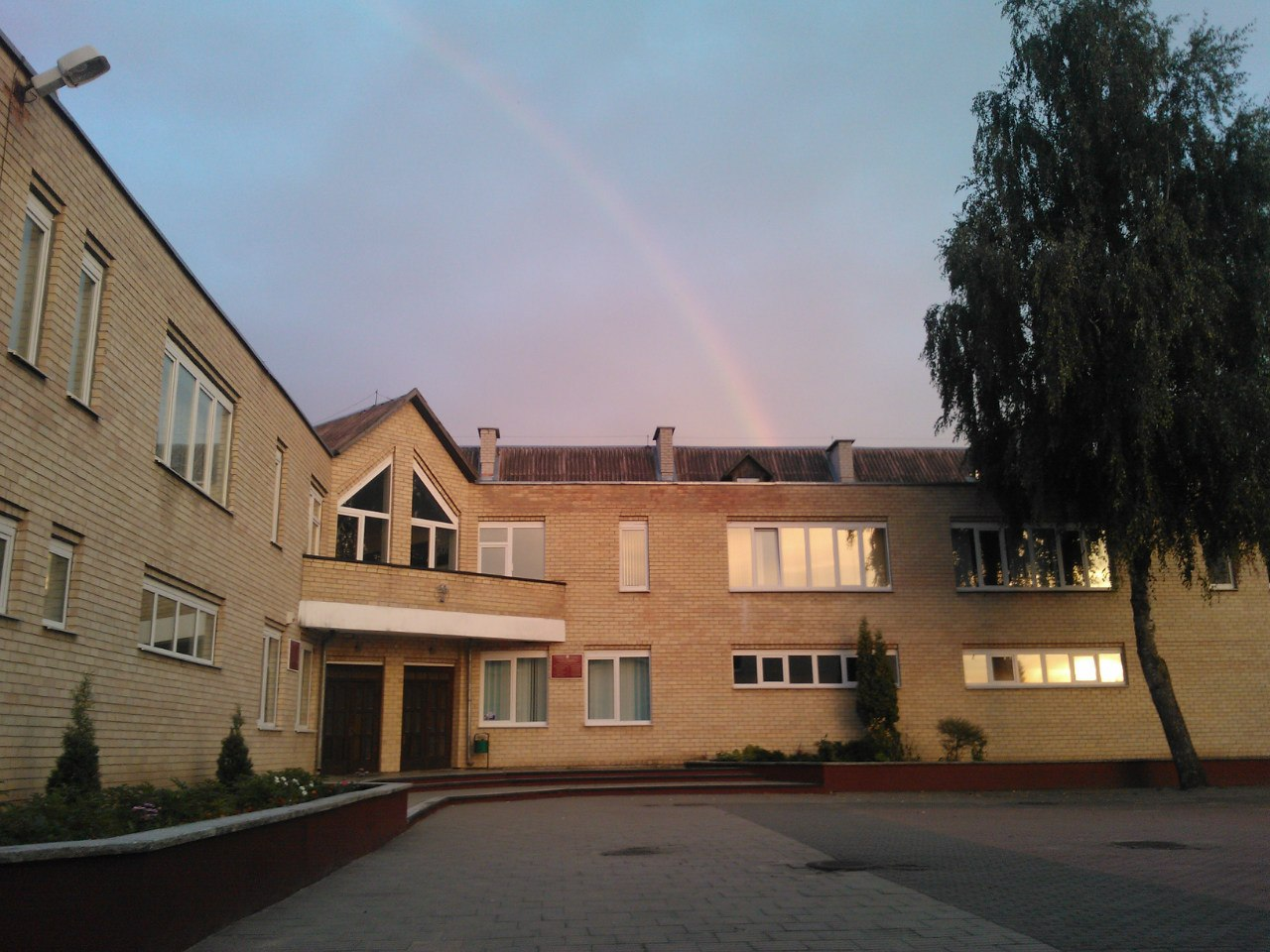
Литовский центр культуры, информации и образования